# James Lamy
James Ernest Lamy (* 30. Mai 1928 in Saranac Lake, New York; † 30. Mai 1992 in Corning, New York) war ein US-amerikanischer Bobfahrer.

## Biografie
James Lamy kam als Sohn des erfolgreichen Eisschnellläufers Edmund Lamy zur Welt. Wie sein Vater versuchte er sich zunächst im Eisschnelllauf, wurde letztendlich jedoch Bobfahrer. Bei den Olympischen Spielen 1956 gewann er im Viererbob-Wettbewerb zusammen mit William Dodge, Thomas Butler und Pilot Arthur Tyler die Bronzemedaille. Bei seiner zweiten Olympiateilnahme in Innsbruck 1964 belegte er mit Lawrence McKillip im Zweierbob-Wettbewerb den fünften Platz. Im Viererbob-Wettbewerb beendete der US-amerikanische Bob das Rennen nicht.
Neben seinen Olympiateilnahmen war Lamy dreifacher Nordamerikameister im Viererbob (1957, 1959 und 1962). Zudem wurde er 1962 und 1963 im Zweierbob sowie 1955, 1961 und 1962 im Viererbob Amateur-Athletic-Union-Meister.
Später war er für den Betrieb der Olympia-Bobbahn Mount Van Hoevenberg zuständig. Lamy starb an seinem 64. Geburtstag.